# Styrelsen for Forsyningssikkerhed
Styrelsen for Forsyningssikkerhed var en dansk styrelse under Ministeriet for Samfundssikkerhed og Beredskab. Styrelsens opgave var at understøtte det danske samfunds beredskab i forhold til nuværende og fremtidige kriser, hvor der kan formodes knaphed på særlige kritiske ressourcer. Styrelsen for Forsyningssikkerhed blev dannet i kølvandet på Coronaviruspandemien, og fremlagt på et pressemøde d. 12. maj 2020. Styrelsen for Forsyningssikkerhed blev officielt grundlagt d. 28. august 2020.
Styrelsen havde hovedsæde i Birkerød, Rudersdal, i tilknytning til Beredskabsstyrelsen Direktøren for styrelsen er Lisbet Zilmer-Johns.

## Historie
På et pressemøde den 12. maj 2020, annoncerede statsminister Mette Frederiksen en ny offensiv teststrategi. Som led i den nye strategi fremlagde regeringen en plan for at styrke Danmarks samfundsmæssige beredskab på epidemiområdet, og i den forbindelse annoncerede Mette Frederiksen dannelsen af Styrelsen for Forsyningssikkerhed. På pressemødet forventede man, at styrelsen kunne begynde dets arbejde i august 2020.
Den 15. august 2020 indsendte Justitsministeriet en formel orientering til Folketingets Retsudvalg, vedrørende styrelsens formelle opgaver. Den 19. august 2020 indsendte Justitsministeriet et formelt aktstykke til Folketingets Finansudvalg for at sikre økonomisk bevilling til styrelsens arbejde i 2020. Bevillingen på op til 20 mio. kr. blev godkendt og afgjort d. 3. september 2020.
Ved oprettelsen af Ministeriet for Samfundssikkerhed og Beredskab den 29. august 2024 blev Styrelsen for Forsyningssikkerhed flyttet hertil. Styrelsen blev herefter nedlagt, og dets opgaver overført til den nyoprettede Styrelsen for Samfundssikkerhed.

## Opgaver og ansvarsområde

### Indledende opgaver ifm. COVID-19
Styrelsens indledende opgave var understøttelsen af sundhedsmyndighedernes testning som led i indsatsen mod COVID-19 og sikre, at der var de nødvendige lagre af værnemidler, forbrugsstoffer og andre samfundskritiske kritiske ressourcer. Med afsæt i COVID-19-krisen, skal styrelsen tilrettelægge sit arbejde med forsyningssikkerhed med henblik på at kunne understøtte samfundets beredskab i forhold til andre fremtidige kriser.

### Generelle opgaver og ansvarsområder
Styrelsens opgaver ville i dennes opstartsfase være følgende:
- Tilvejebringelse af et nationalt overblik over lagre af samt udpegning af vitale forbrugsstoffer, værnemidler, medico-udstyr mv. og andre kritiske ressourcer, herunder med henblik på at fastsætte måltal og lagerbehov herfor.
- Tilvejebringelse af et overblik over aktuel og potentiel national produktion af kritiske ressourcer.
- Vurdering af behov for opbygning af nationale lagre af særligt kritiske ressourcer.
- Opbygning og forvaltning af nationale lagre.
- Inddragelse af relevante internationale erfaringer med lagre af særligt kritisk ressourcer.
- Fastholdelse og udbygning af netværk og samarbejder med private aktører.
- Opbygning af et EU-lager af værnemidler under EU’s civilbeskyttelsesmekanisme, som forventes tildelt Danmark.
- Fortsat koordinering af samarbejde og praktisk understøttelse af testning i samfundssporet i regi af Testcenter Danmark